# 福岡県公安委員会
福岡県公安委員会（ふくおかけんこうあんいいんかい）は、福岡県警察を管理するため福岡県知事所轄の下に設置される行政委員会である。5人の委員で組織される。所在地は福岡市博多区東公園7番7号である。

## 委員
| 役職   | 氏名       | 任期                            | 出典  |
| ------ | ---------- | ------------------------------- | ----- |
| 委員長 | 伊達健太郎 | 2017年10月22日 - 2022年10月22日 | [ 1 ] |
| 委員   | 杉美奈子   | 2019年4月1日 - 2022年3月31日    | [ 1 ] |
| 委員   | 権藤喜美恵 | 2021年7月8日 - 2024年7月7日     | [ 1 ] |
| 委員   | 山本和生   | 2019年4月1日 - 2022年3月31日    | [ 1 ] |
| 委員   | 金子直幹   | 2021年4月3日 - 2024年4月2日     | [ 1 ] |

## 下部組織
- 福岡県警察